# Wim Gallée-Koeslag
Wim Gallée-Koeslag (Almelo, 1956) is een politie-ambtenaar die bekend is vanwege zijn inzet voor de emancipatie van vrouwen en minderheden binnen de Nationale Politie. Daarnaast is hij initiatiefnemer van het Bureau voor Bemiddeling en Mediation in Den Haag.

## Loopbaan
Gallée-Koeslag trad op zeer jeugdige leeftijd (17 jaar) toe tot het Korps Mariniers. Hij werd marinier der Eerste Klasse, maar moest als gevolg van een blessure zijn loopbaan vroegtijdig beëindigen, waarna hij in 1978 een carrière bij de politie in Den Haag begon. Hij was actief op het gebied van vrouwenemancipatie binnen het Haagse politiekorps, maar ook op het gebied van de integratie van culturele minderheden. Voorts maakte hij zich sterk voor de positie van mensen met een andere seksuele voorkeur binnen de politieorganisatie.
Verschillende projecten behaalden landelijke aandacht en ontvingen onderscheidingen en prijzen. 
- Eervolle vermelding 'De Kast'(1998)[5]
- Emancipatietrofee (1999)[6]
- Eervolle vermelding Hans Paul Verhoef Prijs (2000)
- Labor Award (2001)[7]

Als politiebeambte ontwikkelde hij zich van agent tot inspecteur. In 2003 initieerde hij het project Bureau Bemiddeling & Mediation (BB&M) in Den Haag, waaraan hij van 2004 tot 2015 leiding gaf. BB&M, onder andere gefinancierd door gemeenten en woningcorporaties, is een project dat ten doel heeft problemen in straten, buurten en wijken op te lossen door inzet van bemiddeling en mediation. In de tien jaar dat Gallée-Koeslag leiding gaf aan deze organisatie, groeide ze uit tot een instituut, waar ruim 120 hoogopgeleide pro bono medewerkers actief zijn. In 2012 ontving hij de 1e MediationAward Next Level voor zijn werk in deze organisatie.
Naast zijn professionele loopbaan is Gallée-Koeslag maatschappelijk actief als bestuurder van diverse non-profitorganisaties. Ook was hij in 1992 voorzitter van GroenLinks in Zoetermeer.
Voor zijn inzet met betrekking tot diversiteitsbeleid en mediation voor en vanuit de politieorganisatie werd hij op 17 december 2015 benoemd tot Ridder in de Orde van Oranje-Nassau.